# Ги I де Леви
Ги I де Леви (фр. Gui I de Lévis; ранее 1190 — ранее ноября 1230 или ок. 1233), сеньор де Мирпуа — французский военачальник, один из ближайших соратников Симона IV де Монфора, маршал Франции.

## Биография
Второй сын Филиппа I, сеньора де Леви, и Изабели де Палезо.
Ги де Леви, владения семьи которого соседствовали с фьефами дома Монфоров, отправился в объявленный папой Иннокентием III Альбигойский крестовый поход, участвовал во взятии Безье и, оставшись в завоеванной стране после роспуска крестоносной армии, в конце 1209 года стал «маршалом веры» (marescallus fidei, maréchal de la foi) в армии Симона де Монфора. В сентябре 1209 получил от Симона сеньорию Мирпуа, отобранную у Пейре Рожера, главы рода Белиссенов, бежавших в Таборские горы и начавших партизанскую войну. Затем стал обладателем еще ряда земель, конфискованных у лангедокских феодалов.
20 ноября 1209 был в числе свидетелей при заключении соглашения между Монфором и Аньес де Монпелье, вдовой Раймона Роже де Транкавеля, затем участвовал в ассамблее в Сен-Тибери, на которой Этьен де Сервиан, один из крупнейших сеньоров диоцеза Безье, покаялся и принес оммаж церкви.
В 1210 году участвовал в осадах и взятии Лавора и Минерва, а в ходе осады замка Терм по поручению Монфора вел с осажденными переговоры о сдаче.
Был одним из свидетелей при заключении мира между Роже де Комменжем, сеньором де Савезом, и Симоном де Монфором 3 апреля 1211. В сентябре того же года Монфор, осажденный графом Тулузским в Кастельнодари, послал Ги де Леви, «на верность и храбрость которого он очень рассчитывал» в Фанжо и Каркассон за провизией и подкреплениями. Соединившись с Матье и Бушаром де Марли, Мартеном д'Альге и войском епископа Каора и аббата Кастра, Леви вступил в сражение с частями Раймона Роже де Фуа под Кастельнодари. После упорного сопротивления его войска обратились в бегство, но положение спас Монфор, выступивший из города.
В 1212 году участвовал в отвоевании различных крепостей в графстве Тулузском, сражался в битве при Мюре, служил при осадах Бокера (1216) и Тулузы (1217—1218), где был убит Симон де Монфор.
Был маршалом веры у Амори де Монфора, в марте 1223 потерял Мирпуа и другие владения, которые спустя три года были отвоеваны у альбигойцев во время похода Людовика VIII. Принимал короля в Мирпуа, принес ему оммаж и, перейдя на королевскую службу, был назначен маршалом Франции. Получил во владение Монсегюр. Тяжело заболевший в Монпелье Людовик поручил командование войсками Леви и двум другим маршалам: Роберу де Куси и Жану Клеману.
21 ноября 1228 в Нарбоне был свидетелем примирения братьев Оливье и Бернара де Термов с церковью и королем, при этом ему был передан замок Терм.
Окончательно утверждён в своих завоеванных владениях Парижским договором 1229 года. В том же году утверждён Тулузским собором в качестве маршала веры.
Ги де Леви стал основателем могущества дома де Леви, утвердившегося на юге Франции; от него происходят все ветви этого семейства. Его наследники в качестве владетелей Мирпуа до конца XV века титуловались маршалами веры или маршалами Мирпуа, а также маршалами Альбижуа.
В Песни о крестовом походе против альбигойцев Гильема Тудельского впервые упомянут в лессе XXXVI как участник военного совета, собранного Монфором после взятия Каркассона, и охарактеризован как «Маршал Ги, что доблестен и рьян» (En Guis lo manescals qu'es pros e afortis) и в дальнейшем его имя встречается в тексте Гильема и его анонимного продолжателя вплоть до описания осады Тулузы.

## Семья
Жена (ранее 1209) Гибурга (ум. после 11.1234), дама де Вуазен-ле-Тюи, вероятно - дочь Симона III де Монфора и Алисы (Амиции) Лестерской
Дети:
- Ги II де Леви (ум. 1247 или ранее 1261), сеньор Леви, Мирпуа и Монсегюра, Флорансака и Вильнёва, маршал Альбижуа
- Филипп (ум. после 1226)
- Жанна. Муж: Филипп II де Монфор (ок. 1222—1270), сеньор де Кастр

## Комментарии
1. ↑  Marescallus fidei dictus Guido de Levis, marescallus exercitus cruce signatorum contra Albigenses (Guillaume de Tudèle. T. II, p. 44)
2. ↑  В хартии 1229 года обозначен как Guido de Leviis marescallus D. regis Francie illustris in patribus Albigensium (Guillaume de Tudèle. T. II, p. 44)
3. ↑  Дом Вессет подробно разбирает вопрос о его маршальстве, которое считает вполне вероятным, полагает Ги де Леви достойным включения в список маршалов Франции в сочинении отца Ансельма и оспаривает мнение Этьена Балюза, ошибочно считавшего, что Ги с начала войны был маршалом Франции при королевском главнокомандующем Симоне де Монфоре (Dom Vaissète, p. 656). Пти-Дютайи, в свою очередь, ссылается в этом вопросе на дома Вессета («Ги де Леви, который был маршалом сеньора де Монфора и который сохранил этот титул, когда еретический Лангедок был уступлен Амори королю Франции» (Petit-Dutaillis, p. 337).
4. ↑  В адаптированном переводе, изданном в серии «Литературные памятники» «Достойный Ги, чей меч остер и жалит как оса» (Песнь о крестовом походе против альбигойцев, с. 32)